# スターリーガールズ
『スターリーガールズ -星娘-』（スターリーガールズ ほしむす STARLY GIRLS -Episode Starsia-）は、角川ゲームスが企画・開発し、アエリアゲームズより配信・運営されていたスマートフォン用ゲームアプリ。日本国内では2016年12月9日よりサービス開始。基本プレイ無料（アイテム課金制）。台湾・香港・マカオ・中国でも順次サービス開始予定。また、本作を原作としたアニメ版も制作予定だったが、サービス終了に伴い、企画が中止された。
2018年7月27日をもってサービスを終了した。

## 概要
2016年8月30日に開催された角川ゲームスのメディア・ブリーフィングにて、角川ゲームスとアエリアの子会社・アエリアゲームズの共同事業タイトルとして発表された。
ゲーム内容は育成シミュレーションゲームで、プレイヤーは超重力航行艦アステリズムのキャプテンとなって、副キャプテンや「スターリーガールズ」（通称・星娘）たちと共に、特殊機動兵器Gギアを操って、宇宙の運命に抗い、星の輝きを取り戻していく。

## 登場人物
副キャプテン
声 - 水樹奈々
アステリズムの副キャプテン。
シリウス
声 - 上坂すみれ
アステリズム所属 おおいぬ座α星。専用機体：GTW-01A ライラプス（ZEUS製）。クラス：恒星一等級。戦闘タイプ：アサルト。特星武器：ザンネ・アクーテ/Zanne Acute。
ベガ
声 - 洲崎綾
アステリズム所属 こと座α星。専用機体：GTS-76Sオルペウス（ZEUS製）。クラス：恒星一等級。戦闘タイプ：スナイプ。特星武器：フォルミンクス/Phorminx。
テラ
声 - 早見沙織
アステリズム所属 太陽系第三惑星。専用機体：神凪甲式 アマテラス（天津製作所製）。クラス：惑星級。戦闘タイプ：タンク。特星武器：ヘカトンケイル/Hekatonkheires。
サルガス
声 - 竹達彩奈
アステリズム所属 さそり座Θ星。専用機体：PER-1013 ペルセフォネ（ZEUS製）。クラス：恒星級。戦闘タイプ：スカウト。特星武器：カディファ・ル・アクラブ。
アンタレス
声 - 小松未可子
アステリズム所属　さそり座α星。専用機体：真打七式 カグツチ（天津製作所製）。クラス：恒星一等級。戦闘タイプ：アサルト。特星武器：ウングイス・スコルピイ／Scorpion Claw
アクルックス
声 - M・A・O
アステリズム所属　みなみじゅうじ座α星。専用機体：ALM-A54 ペーテルケイザー（C・P・I製）。クラス：恒星級。戦闘タイプ：アサルト。特星武器：イスパーダ・ダ・クルス／espada da cruz
フォーマルハウト
声 - 大西沙織
アステリズム所属　みなみのうお座α星。専用機体：SAN-06E クトゥグア（ZEUS製）。クラス：恒星一等級。戦闘タイプ：スカウト。特星武器：サザンダストリング／Southern Debris Disk
アルタイル
声 - 井上ほの花
アステリズム所属　わし座α星。専用機体：GTS-78S アクイラ（ZEUS製）。クラス：恒星一等級。戦闘タイプ：スナイプ。特星武器：ブラストイーグル／Blast Eagle
百武
声 - 佐倉綾音
アステリズム所属　太陽系冥王星外天体 大彗星。専用機体：神凪一八式 アメノウズメ（天津製作所製）。クラス：彗星級。戦闘タイプ：スカウト。特星武器：雨あられ／Storm
アンドロメダ
声 - 瀬戸麻沙美
アステリズム所属　渦巻銀河　アンドロメダ座。専用機体：AND-303T イージス（ZEUS製）。クラス：銀河級。戦闘タイプ：タンク。特星武器：メドゥーサ／Medusa
アルデバラン
声 - 内田真礼
アステリズム所属　おうし座α星。専用機体：SAN-08T ハスター（ZEUS製）。クラス：恒星一等級。戦闘タイプ：タンク。特星武器：ブルズアイ／Bull's eye
クー･シー
声 - 佳村はるか
アステリズム所属　ほ座δ星。専用機体：瑞51型：白澤（天津製作所製）。クラス：恒星級。戦闘タイプ：スナイプ。特星武器：花栄／Hua Rong